# Блажівська сільська рада (Рокитнівський район)
Блажі́вська сільська́ ра́да — колишній орган місцевого самоврядування в Рокитнівському районі Рівненської області. Адміністративний центр — село Блажове.

## Загальні відомості
- Блажівська сільська рада утворена в 1940 році.
- Територія ради: 204,315 км²
- Населення ради: 2 814 особи (станом на 2001 рік)

## Населені пункти
Сільській раді були підпорядковані населені пункти:
- с. Блажове
- с. Більськ
- с. Залав'я

## Склад ради
Рада складалася з 16 депутатів та голови.
- Голова ради: Смик Василь Єремійович
- Секретар ради: Коханевич Єва Романівна

### Керівний склад попередніх скликань
| Прізвище, ім'я, по батькові | Основні відомості                                                 | Дата обрання | Дата звільнення |
| --------------------------- | ----------------------------------------------------------------- | ------------ | --------------- |
| Смик Василь Єремійович      | Сільський голова, 1959 року народження, освіта вища, безпартійний | 26.03.2006   | 31.10.2010      |
| Смик Василь Єремійович      | Сільський голова, 1959 року народження, освіта вища, безпартійний | 31.10.2010   |                 |

Примітка: таблиця складена за даними сайту Верховної Ради України